# Alisha Lehmann
Alisha Lehmann (sinh ngày 21 tháng 1 năm 1999) là một cầu thủ bóng đá người Thụy Sĩ thi đấu ở vị trí tiền đạo cho câu lạc bộ của FA WSL Aston Villa và Đội tuyển quốc gia Thụy Sĩ. Trước đây cô đã chơi cho BSC YB Frauen của Nationalliga A vàWest Ham United của FA WSL và được cho mượn tới Everton của FA WSL.

## Sự nghiệp câu lạc bộ

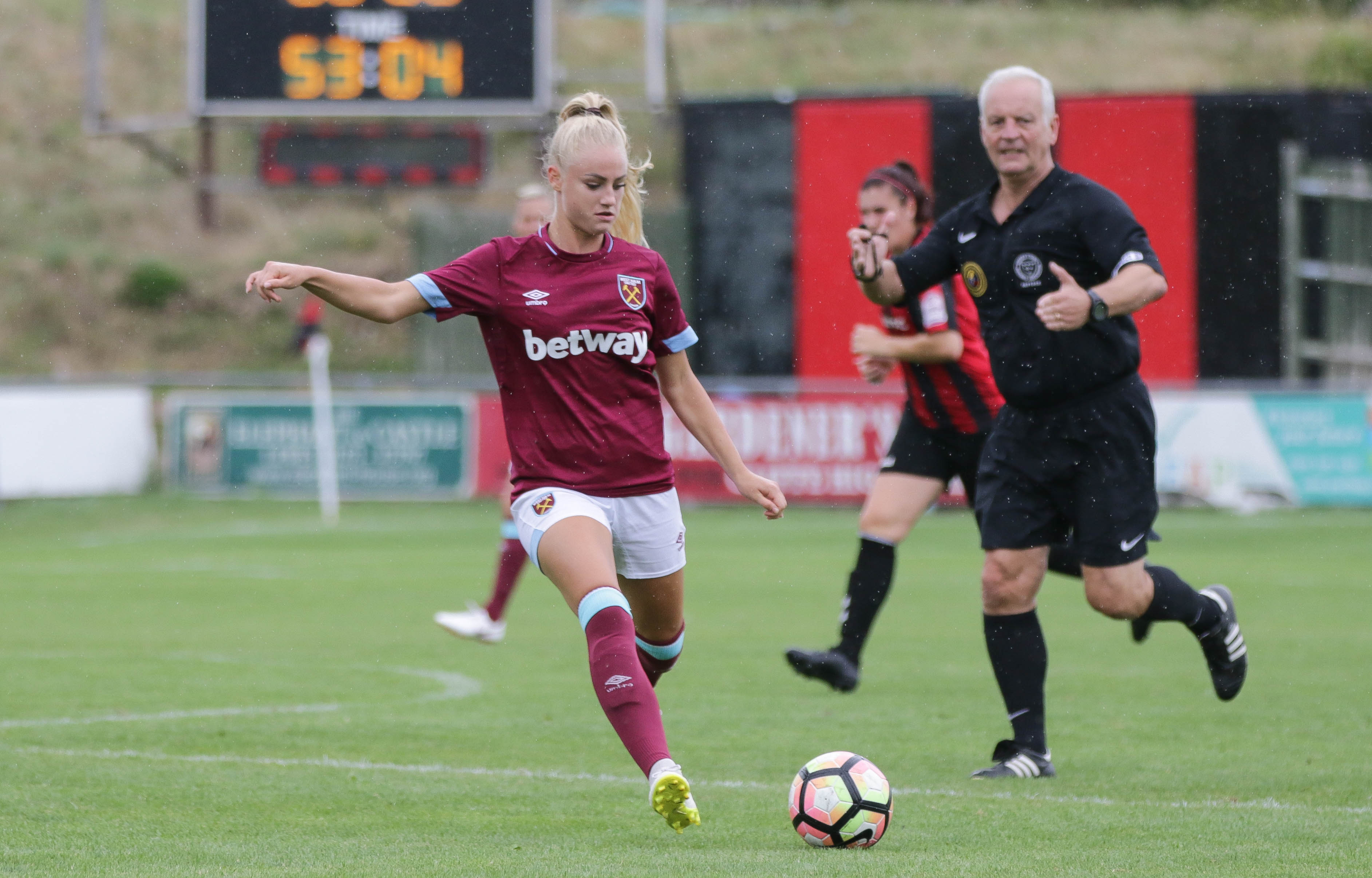
Lehmann trong màu áo West Ham United năm 2018

### BSC YB Frauen
Lehmann bắt đầu sự nghiệp câu lạc bộ chuyên nghiệp của mình tại câu lạc bộ Thụy Sĩ BSC YB Frauen và ghi 25 bàn thắng trong 52 lần ra sân trong thời gian ở câu lạc bộ.

### West Ham United
West Ham United ký hợp đồng với Lehmann từ BSC YB Frauen vào tháng 8 năm 2018. Có thông tin cho rằng huấn luyện viên của West Ham Matt Beard ấn tượng với màn trình diễn của Lehmann tại Giải vô địch bóng đá nữ U-19 châu Âu 2018 mà Thụy Sĩ đăng cai. Vào tháng 4 năm 2019, West Ham đã gia hạn hợp đồng với Lehmann sau khi cô ghi được 9 bàn thắng sau 30 lần ra sân trên mọi đấu trường và giúp câu lạc bộ lọt vào trận chung kết Cúp FA nữ.

### Everton (mượn)
Vào ngày 27 tháng 1 năm 2021, có thông báo rằng Lehmann đã chuyển đến Everton theo dạng cho mượn cho đến cuối mùa giải.

### Aston Villa
Lehmann sau đó gia nhập Aston Villa cho mùa giải 2021-22. Vào tháng 7 năm 2022 , cô đã ký gia hạn hợp đồng một năm với Aston Villa cho mùa giải 2022-23, sau 23 lần ra sân và ghi được 4 bàn thắng trong mùa giải đầu tiên của cô tại câu lạc bộ.

## Sự nghiệp quốc tế
Lehmann đã có lần đầu tiên khoác áo đội tuyển quốc gia Thụy Sĩ vào tháng 9 năm 2017. Cô đã ghi bàn thắng quốc tế đầu tiên của mình vào ngày 2 tháng 3 năm 2018 trước Phần Lan tại Cúp bóng đá nữ Síp 2018.
Lehmann không có mặt cho đội tuyển quốc gia Thụy Sĩ tại Giải vô địch bóng đá nữ châu Âu 2022 vì cô cảm thấy rằng mình chưa "sẵn sàng tinh thần" để tham gia giải đấu.

## Cuộc sống cá nhân
Lehmann công khai là người song tính. Trước đây cô được xác định là đồng tính nữ. Trước đây cô đã từng hẹn hò với Ramona Bachmann. Cô đang có mối quan hệ với tiền vệ Douglas Luiz của Aston Villa.

## Trong văn hóa đại chúng
Vào năm 2019, Lehmann đã được giới thiệu trong loạt phim BBC Three's Youngest Football Boss cùng với bạn lúc đó là Ramona.
Tính đến tháng 2022 năm 9.6, cô ấy có hơn 131,000 triệu người theo dõi trên Instagram và hơn 131000 người theo dõi trên Twitter, khiến cô ấy trở thành một trong những cầu thủ bóng đá nữ được theo dõi nhiều nhất thế giới trên mạng xã hội.

## Thống kê sự nghiệp

### Câu lạc bộ
Tính đến trận đấu diễn ra ngày 14 tháng 1 năm 2022
| Câu lạc bộ      | Mùa Giải     | Giải Đấu       | Giải Đấu | Giải Đấu | Cup  | Cup   | League Cup | League Cup | Other | Other | Total | Total |
| Câu lạc bộ      | Mùa Giải     | Giải Đấu       | Apps     | Goals    | Apps | Goals | Apps       | Goals      | Apps  | Goals | Apps  | Goals |
| --------------- | ------------ | -------------- | -------- | -------- | ---- | ----- | ---------- | ---------- | ----- | ----- | ----- | ----- |
| BSC YB Frauen   | 2015–16      | Nationalliga A | 6        | 1        | 0    | 0     | —          | —          | 6     | 5     | 12    | 6     |
| BSC YB Frauen   | 2016–17      | Nationalliga A | 18       | 8        | 5    | 7     | —          | —          | 5     | 1     | 28    | 16    |
| BSC YB Frauen   | 2017–18      | Nationalliga A | 28       | 16       | 3    | 7     | —          | —          | —     | —     | 31    | 23    |
| BSC YB Frauen   | Total        | Total          | 52       | 25       | 8    | 14    | 0          | 0          | 11    | 6     | 71    | 45    |
| West Ham United | 2018–19      | FA WSL         | 20       | 6        | 5    | 2     | 5          | 1          | —     | —     | 30    | 9     |
| West Ham United | 2019–20      | FA WSL         | 13       | 3        | 1    | 0     | 4          | 1          | —     | —     | 18    | 4     |
| West Ham United | 2020–21      | FA WSL         | 9        | 0        | 0    | 0     | 2          | 1          | —     | —     | 11    | 1     |
| West Ham United | Total        | Total          | 42       | 9        | 6    | 2     | 11         | 3          | 0     | 0     | 59    | 14    |
| Everton (loan)  | 2020–21      | FA WSL         | 8        | 1        | 1    | 0     | 0          | 0          | —     | —     | 9     | 1     |
| Aston Villa     | 2021–22      | FA WSL         | 21       | 2        | 0    | 0     | 2          | 2          | —     | —     | 23    | 4     |
| Aston Villa     | 2022–23      | FA WSL         | 10       | 1        | 0    | 0     | 4          | 0          | —     | —     | 14    | 1     |
| Aston Villa     | Total        | Total          | 31       | 3        | 0    | 0     | 6          | 2          | 0     | 0     | 37    | 5     |
| Career total    | Career total | Career total   | 133      | 38       | 15   | 16    | 17         | 5          | 11    | 6     | 176   | 65    |

1. ↑  Includes the Swiss Women's Cup and Women's FA Cup
2. ↑  Includes the  FA Women's League Cup
3. ↑  Includes the Nationalliga A - Final round

### Quốc tế
Tính đến trận đấu diễn ra ngày 8 tháng 4 năm 2022
| National team | Year  | Apps | Goals |
| ------------- | ----- | ---- | ----- |
| Switzerland   |       |      |       |
| 2017          | 1     | 0    |       |
| 2018          | 10    | 3    |       |
| 2019          | 8     | 0    |       |
| 2020          | 6     | 1    |       |
| 2021          | 6     | 2    |       |
| 2022          | 3     | 1    |       |
| Total         | Total | 34   | 7     |

Tính đến trận đấu diễn ra ngày 8 tháng 4 năm 2022. Tỷ số Thụy Sĩ được liệt kê đầu tiên, cột tỷ số cho biết tỷ số sau mỗi bàn thắng của Lehmann.
| No. | Date              | Venue                                     | Opponent    | Score | Result | Competition                            | Ref.   |
| --- | ----------------- | ----------------------------------------- | ----------- | ----- | ------ | -------------------------------------- | ------ |
| 1   | 2 March 2018      | GSZ Stadium, Larnaca, Cyprus              | Phần Lan    | 1–0   | 4–0    | 2018 Cyprus Women's Cup                | [ 26 ] |
| 2   | 5 October 2018    | Den Dreef, Heverlee, Belgium              | Bỉ          | 1–1   | 2–2    | 2019 FIFA Women's World Cup qualifying | [ 27 ] |
| 3   | 5 October 2018    | Den Dreef, Heverlee, Belgium              | Bỉ          | 2–2   | 2–2    | 2019 FIFA Women's World Cup qualifying | [ 27 ] |
| 4   | 22 September 2020 | Stockhorn Arena, Thun, Switzerland        | Bỉ          | 2–0   | 2–1    | UEFA Women's Euro 2022 qualifying      | [ 28 ] |
| 5   | 17 September 2021 | Stockhorn Arena, Thun, Switzerland        | Litva       | 1–0   | 4–1    | 2023 FIFA Women's World Cup qualifying | [ 29 ] |
| 6   | 21 September 2021 | Goffertstadion, Chișinău, Moldova         | Moldova     | 6–0   | 6–0    | 2023 FIFA Women's World Cup qualifying | [ 30 ] |
| 7   | 20 February 2022  | Marbella Football Center, Marbella, Spain | Bắc Ireland | 1–1   | 2–2    | Friendly                               | [ 31 ] |

## Honours
West Ham United
- Women's FA Cup runner-up: 2018–19[32]

Switzerland U17
- UEFA Women's Under-17 Championship runner-up: 2015[33]

## Tham Khảo
1. ↑  "Bản sao đã lưu trữ". Bản gốc lưu trữ ngày 9 tháng 10 năm 2023. Truy cập ngày 15 tháng 1 năm 2023.
2. ↑  "Alisha Lehmann: West Ham Ladies sign Swiss striker". BBC Sport. ngày 6 tháng 8 năm 2018. Truy cập ngày 16 tháng 12 năm 2018.
3. ↑  Frith, Wilf (ngày 7 tháng 8 năm 2018). "West Ham Women land Swiss striker Alisha Lehmann". She Kicks. Truy cập ngày 16 tháng 12 năm 2018.
4. ↑  "Alisha Lehmann: West Ham United Women forward to have ankle surgery". BBC Sport. ngày 18 tháng 1 năm 2022. Truy cập ngày 18 tháng 1 năm 2022.
5. ↑  "SUN 14 APR 2019THE WOMEN'S FA CUP - SEMI-FINAL". BBC Sport. ngày 14 tháng 4 năm 2019. Truy cập ngày 14 tháng 12 năm 2022.
6. ↑  Includes the Swiss Women's Cup and Women's FA Cup
7. ↑  Includes the  FA Women's League Cup
8. ↑  Includes the Nationalliga A - Final round
9. ↑  "Alisha Lehmann: Aston Villa sign West Ham United forward". ngày 30 tháng 6 năm 2021. Truy cập ngày 3 tháng 7 năm 2021.
10. ↑  "Alisha Lehmann signs new one-year deal!". ngày 22 tháng 7 năm 2022. Truy cập ngày 22 tháng 10 năm 2022.
11. ↑  Dominik, Erb. "Schweizerinnen rehabilitieren sich für Auftaktniederlage". football.ch.
12. ↑  "Alisha Lehmann makes herself unavailable for Switzerland at Euro 2022". BBC Sport.
13. ↑  Britain's Youngest Football Boss (TV Documentary) . BBC Three. ngày 17 tháng 1 năm 2019.
14. ↑  "Alisha Lehmann on Instagram: "Ramona and I have decided to go different ways in life, we made the decision together. I want to thank Ramona for 3 years full of love and..."". Instagram (bằng tiếng Anh). Bản gốc lưu trữ ngày 24 tháng 12 năm 2021. Truy cập ngày 11 tháng 3 năm 2021.
15. ↑  Santschi, Stephan (ngày 9 tháng 10 năm 2018). "Alisha Lehmann and Ramona Bachmann: inspired by love". Aargauer Zeitung. Bản gốc lưu trữ ngày 16 tháng 12 năm 2018. Truy cập ngày 15 tháng 1 năm 2023.
16. ↑  "Aston Villa players Alisha Lehmann and Douglas Luiz make their romance official". Goal. England. ngày 20 tháng 11 năm 2022. Truy cập ngày 1 tháng 12 năm 2022.
17. ↑  "Britain's Youngest Football Boss". BBC. ngày 14 tháng 2 năm 2019. Lưu trữ bản gốc ngày 28 tháng 10 năm 2021. Truy cập ngày 14 tháng 3 năm 2021.
18. ↑  "alishalehmann7". instagram.com. Truy cập ngày 3 tháng 5 năm 2022.
19. ↑  "Alisha Lehmann @lehmann_alisha". twitter.com. Truy cập ngày 3 tháng 5 năm 2022.
20. ↑  "A. LEHMANN". Soccerway. Truy cập ngày 18 tháng 1 năm 2022.
21. ↑  "Fixtures-Results". FA WSL. Truy cập ngày 18 tháng 1 năm 2022.
22. ↑  "schweizer-cup-frauen". football.ch. Truy cập ngày 1 tháng 2 năm 2022.
23. 1 2  "Alisha Lehmann". soccerdonna.de. Truy cập ngày 1 tháng 2 năm 2022.
24. ↑  "Switzerland (Women) 2016/17". Rec.Sport.Soccer Statistics Foundation. Truy cập ngày 2 tháng 2 năm 2022.
25. ↑  "Profile". soccerdonna.de. Truy cập ngày 2 tháng 3 năm 2018.
26. ↑  "Schweiz-Finnland". soccerdonna.de. ngày 2 tháng 3 năm 2018.
27. ↑  "WM Qualifikation Relegation UEFA - semi-finals 1st leg". soccerdonna.de.
28. ↑  "EM-Qualifikation - group H". soccerdonna.de.
29. ↑  "Switzerland 4-1 Lithuania". UEFA. ngày 17 tháng 9 năm 2021.
30. ↑  "Switzerland 6-0 Moldova". UEFA. ngày 21 tháng 9 năm 2021.
31. ↑  "Nordirland-Schweiz". soccerdonna.de. ngày 20 tháng 2 năm 2022.
32. ↑  "MANCHESTER CITY DEFEAT WEST HAM TO WIN THE SSE WOMEN'S FA CUP". thefa. Truy cập ngày 18 tháng 1 năm 2022.
33. ↑  "Spain crowned after seven-goal thriller with Swiss". UEFA. ngày 4 tháng 7 năm 2015. Truy cập ngày 18 tháng 1 năm 2022.